# Kopátko
Kopátko, slangově kopák a anglicky kicking tee, je sportovní pomůcka používaná v rugby (rugby union, rugby league) a v některých jeho dalších variantách a podobných sportech např. americký fotbal atp. Používá se pro zlepšení kopacích technik.

## Další informace
Design kopátek je poměrně různorodý. Vyrábějí se z gumy, plastů a kovů a mohou mít jednoduchou jednodílnou nebo mírně složitější vícedílnou, někdy i teleskopicky nastavitelnou konstrukci. Využívají se při hře pro udržení míče ve správné poloze nad plochou hřiště, a to při vykonávání trestných kopů, konverzí atp. Existují konstrukce s horním nebo dolním uložením/uchycením míče. Kopátko může mít podstatný vliv na to, zda se kopajícímu hráči podaří úspěšně skórovat. Po kopnutí do balonu se kopátka z hřiště odstraňují. Kopátka jsou novodobým fenoménem, protože se v minulosti nepoužívaly. Při výběru a nastavení kopátka je třeba se zaměřit na stabilitu (aby se kopátko zatížené míčem případně nepřevrátilo při nepříznivém počasí) a dále na držení míče a výšku míče nad plochou hřiště, kde záleží především na osobních preferencích a biomechanice kopu hráče. Odkop z kopátka je vysoce individualizovaná sportovní činnost hráče, která vyžaduje trénink, sebekontrolu a techniku. Neexistuje asi „ideální“ typ kopátka a výrobci i hráči experimentují s různými typy, aby našli takový, který nejlépe vyhovuje jejich hernímu stylu.

## Galerie

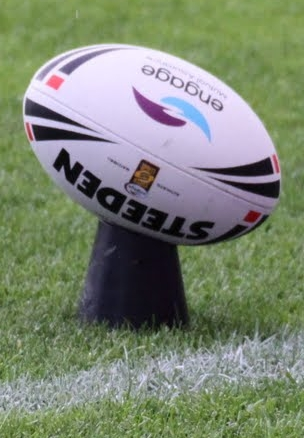
Kopátko a umístění míče v ragby
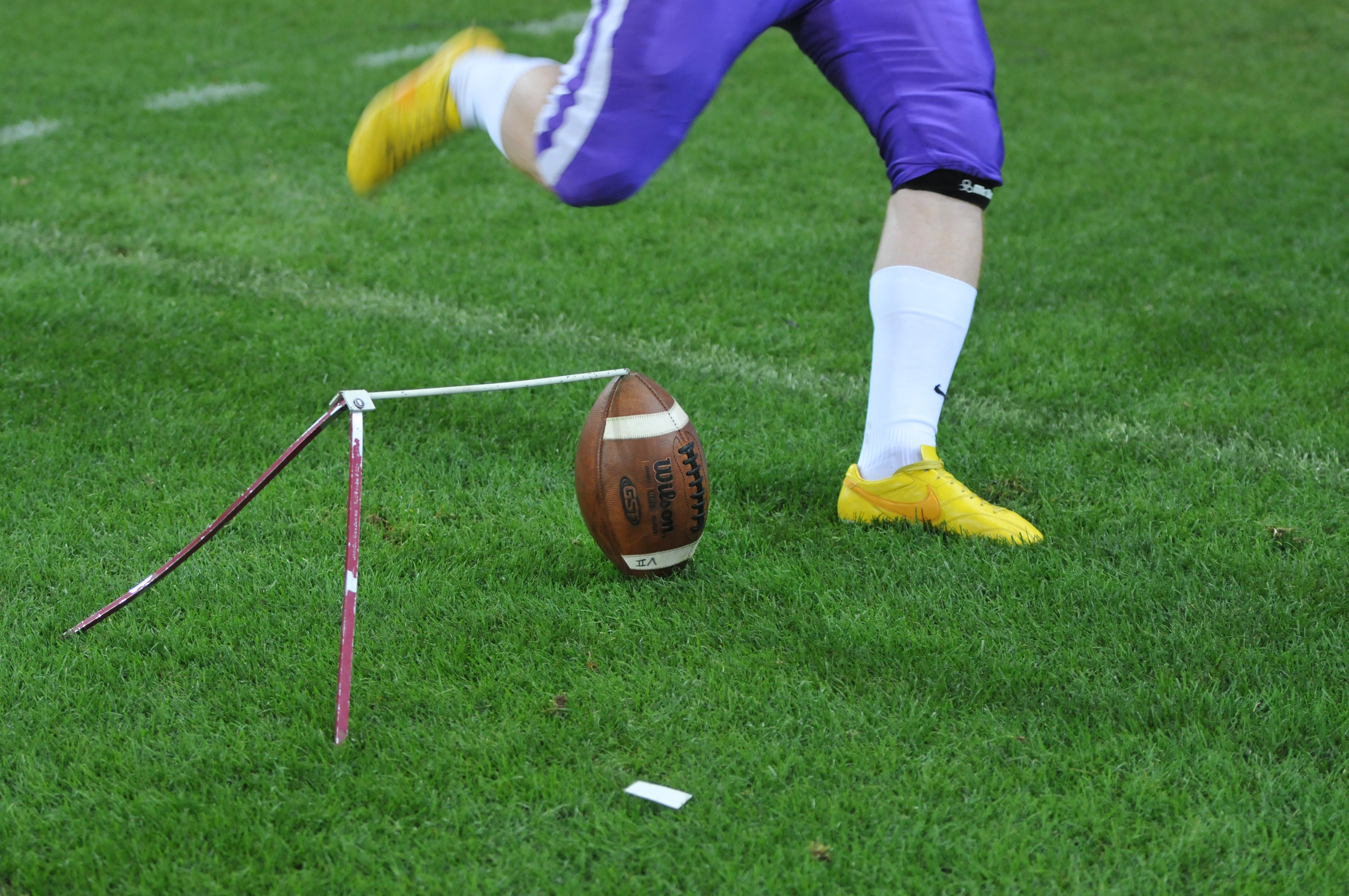
Kopátko v americkém fotbalu
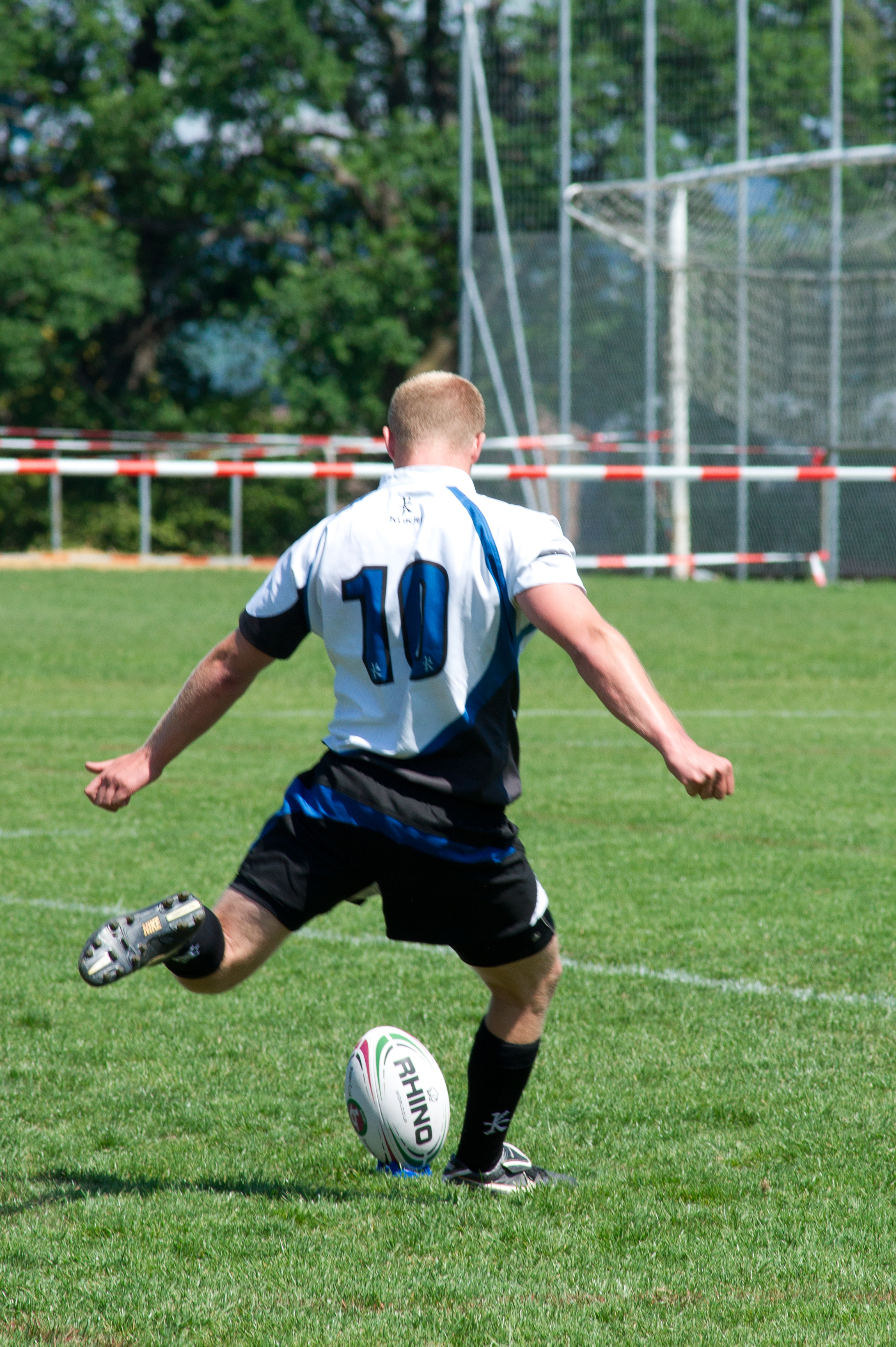
Kop v ragby
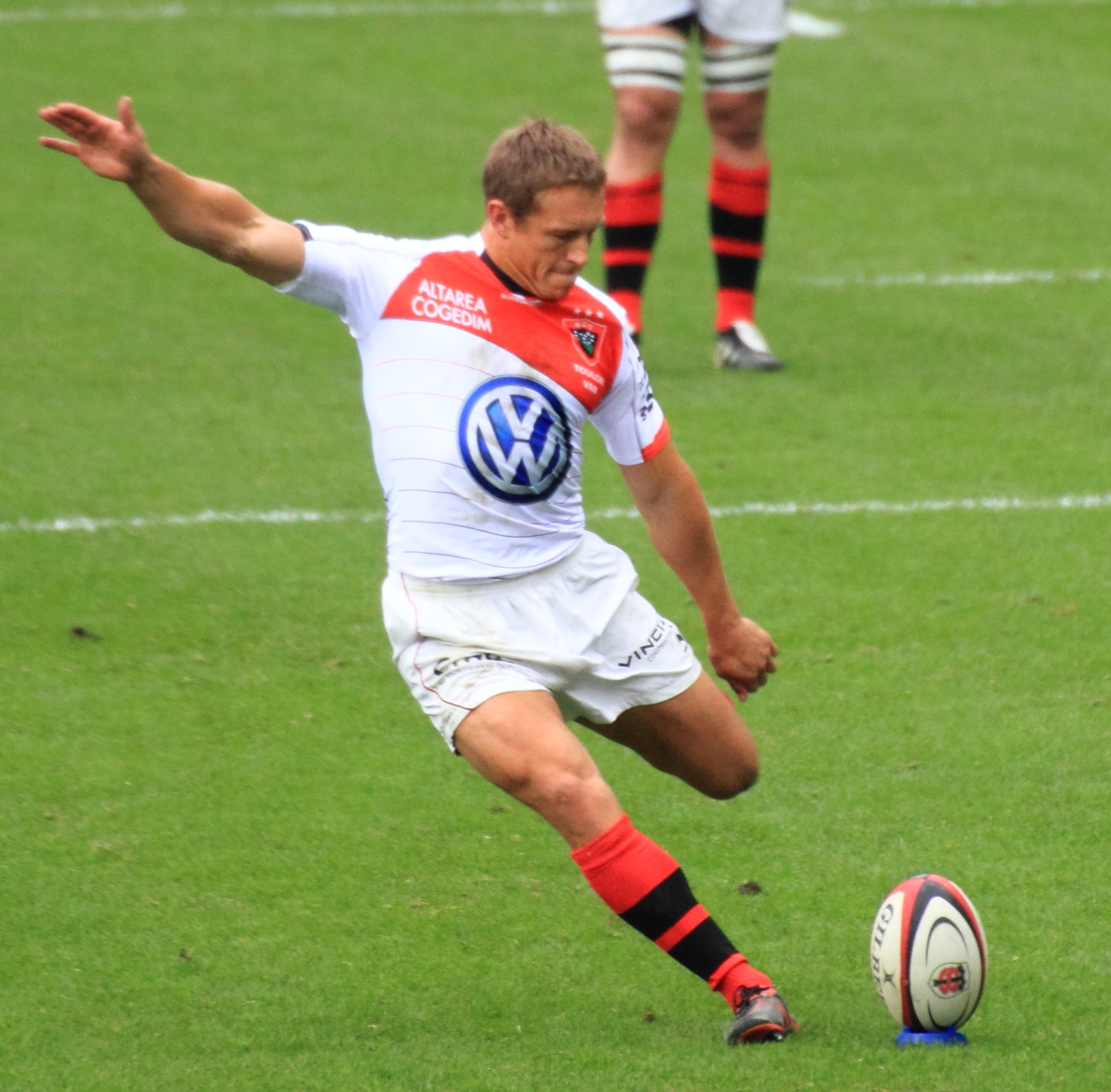
Kop v ragby